# 地球環境科学研究科
地球環境科学研究科（ちきゅうかんきょうかがくけんきゅうか、英称：The Graduate School of Geo-environmental Science）は、日本の大学院研究科のうち、地球環境科学に関する高度な教育・研究を行う機構の1つである。具体的な研究分野については地球環境科学部も参照。
授与する学位は修士（理学）／博士（理学）が主な例であるが、近年は専攻名も多様化しているため、学位名称も多様化している。

## 地球環境科学研究科を置く大学
- 東海大学
- 立正大学

## 地球環境科学研究科と類似する研究科名称
- 上智大学大学院地球環境学研究科
- 京都府立大学大学院 生命環境科学研究科
- 大阪府立大学大学院 生命環境科学研究科

## 地球環境科学を専攻できる他の研究科名称
- 北海道大学大学院 環境科学院・地球環境科学研究院
- 筑波大学大学院 生命環境科学研究科 地球環境科学専攻（博士後期課程）
- 筑波大学大学院 生命環境科学研究科 地球科学専攻 地球環境科学領域（博士前期課程）
- 名古屋大学大学院 環境学研究科 地球環境科学専攻
- 九州大学大学院理学府 地球惑星科学専攻
- 佐賀大学大学院 農学研究科 地球環境科学特別コース（旧・国際環境科学特別コース）
- 熊本大学大学院 自然科学研究科 理学専攻 地球環境科学コース
- 鹿児島大学大学院 理工学研究科 地球環境科学専攻
- 早稲田大学大学院 人間科学研究科 地域・地球環境科学研究領域